# Девон (Альберта)
Девон (англ. Devon) — містечко в Канаді, у провінції Альберта, у складі муніципального району Ледюк.

## Населення
За даними перепису 2016 року, містечко нараховувало 6578 осіб, показавши зростання на 1,0%, порівняно з 2011-м роком. Середня густина населення становила 460,2 осіб/км².
З офіційних мов обидвома одночасно володіли 235 жителів, тільки англійською — 6 325, тільки французькою — 5. Усього 355 осіб вважали рідною мовою не одну з офіційних, з них 5 — одну з корінних мов, а 40 — українську.
Працездатне населення становило 3 685 осіб (72,4% усього населення), рівень безробіття — 10,6% (13,2% серед чоловіків та 7,4% серед жінок). 88,6% осіб були найманими працівниками, а 9,8% — самозайнятими.
Середній дохід на особу становив $57 545 (медіана $45 495), при цьому для чоловіків — $75 051, а для жінок $39 565 (медіани — $63 334 та $31 104 відповідно).
34,5% мешканців мали закінчену шкільну освіту, не мали закінченої шкільної освіти — 18,3%, 47,2% мали післяшкільну освіту, з яких 20,2% мали диплом бакалавра, або вищий, 15 осіб мали вчений ступінь.
| Статево-вікова структура населення | Статево-вікова структура населення | Статево-вікова структура населення | Статево-вікова структура населення | Статево-вікова структура населення |
| ---------------------------------- | ---------------------------------- | ---------------------------------- | ---------------------------------- | ---------------------------------- |
|                                    |                                    |                                    |                                    |                                    |
| Всього                             | Всього                             | 51,2%48,8%                         |                                    |                                    |
| 0 — 14 років                       | 0 — 14 років                       |                                    | 21,4%                              | 21,4%                              |
| 15 — 64 років                      | 15 — 64 років                      |                                    | 66,1%                              | 66,1%                              |
| 65 і більше                        | 65 і більше                        |                                    | 12,5%                              | 12,5%                              |
| 85 і більше                        | 85 і більше                        |                                    | 1,6%                               | 1,6%                               |
| Середній вік (років)               | Середній вік (років)               | 37,038,7                           | 37,8                               | 37,8                               |
| Медіана (років)                    | Медіана (років)                    | 36,838,4                           | 37,7                               | 37,7                               |
| — чоловіки — жінки                 |                                    |                                    |                                    |                                    |

| Походження мешканців:     | Походження мешканців:     | Походження мешканців: | Походження мешканців: | Походження мешканців: |
| ------------------------- | ------------------------- | --------------------- | --------------------- | --------------------- |
| Походження                |                           |                       | осіб                  | %                     |
| Корінні американці        | Корінні американці        |                       | 685                   | 10.41%                |
| Інше північноамериканське | Інше північноамериканське |                       | 2 180                 | 33.14%                |
| Європейське               | Європейське               |                       | 4 990                 | 75.86%                |
| британське                | британське                |                       | 3 375                 | 51.31%                |
| французьке                | французьке                |                       | 1 000                 | 15.2%                 |
| українське                | українське                |                       | 785                   | 11.93%                |
| Латинськоамериканське     | Латинськоамериканське     |                       | 25                    | 0.38%                 |
| Карибське                 | Карибське                 |                       | 30                    | 0.46%                 |
| Африканське               | Африканське               |                       | 35                    | 0.53%                 |
| Азійське                  | Азійське                  |                       | 260                   | 3.95%                 |
| Океанійське               | Океанійське               |                       | 30                    | 0.46%                 |

| Зайнятість населення за галузями (за класифікацією NOC): | Зайнятість населення за галузями (за класифікацією NOC): | Зайнятість населення за галузями (за класифікацією NOC): | Зайнятість населення за галузями (за класифікацією NOC): | Зайнятість населення за галузями (за класифікацією NOC): |
| -------------------------------------------------------- | -------------------------------------------------------- | -------------------------------------------------------- | -------------------------------------------------------- | -------------------------------------------------------- |
|                                                          |                                                          |                                                          |                                                          |                                                          |
| Управління                                               | Управління                                               |                                                          | 10,3%                                                    | 10,3%                                                    |
| Бізнес, фінанси та адміністрування                       | Бізнес, фінанси та адміністрування                       |                                                          | 15,4%                                                    | 15,4%                                                    |
| Природничі та прикладні науки                            | Природничі та прикладні науки                            |                                                          | 5,4%                                                     | 5,4%                                                     |
| Охорона здоров'я                                         | Охорона здоров'я                                         |                                                          | 4,1%                                                     | 4,1%                                                     |
| Освіта, правозахист, муніципальні та урядові служби      | Освіта, правозахист, муніципальні та урядові служби      |                                                          | 8,4%                                                     | 8,4%                                                     |
| Мистецтво, культура, відпочинок та спорт                 | Мистецтво, культура, відпочинок та спорт                 |                                                          | 1,9%                                                     | 1,9%                                                     |
| Роздрібна торгівля та послуги                            | Роздрібна торгівля та послуги                            |                                                          | 21,2%                                                    | 21,2%                                                    |
| Гуртова торгівля, транспорт та обладнання                | Гуртова торгівля, транспорт та обладнання                |                                                          | 25,4%                                                    | 25,4%                                                    |
| Природні ресурси, сільське господарство                  | Природні ресурси, сільське господарство                  |                                                          | 3,4%                                                     | 3,4%                                                     |
| Виробництво                                              | Виробництво                                              |                                                          | 4,3%                                                     | 4,3%                                                     |

## Клімат
Середня річна температура становить 2,8°C, середня максимальна – 21,2°C, а середня мінімальна – -19,9°C. Середня річна кількість опадів – 490 мм.
| Клімат поселення                              | Клімат поселення | Клімат поселення | Клімат поселення | Клімат поселення | Клімат поселення | Клімат поселення | Клімат поселення | Клімат поселення | Клімат поселення | Клімат поселення | Клімат поселення | Клімат поселення | Клімат поселення |
| Показник                                      | Січ.             | Лют.             | Бер.             | Квіт.            | Трав.            | Черв.            | Лип.             | Серп.            | Вер.             | Жовт.            | Лист.            | Груд.            |                  |
| Середній максимум, °C                         | −7,28            | −3,53            | 1,79             | 10,35            | 16,60            | 20,66            | 21,23            | 20,64            | 15,52            | 10,07            | 0,76             | −5,33            |                  |
| Середня температура, °C                       | −13,59           | −9,84            | −4,55            | 4,02             | 10,27            | 14,34            | 16,28            | 15,70            | 10,57            | 5,12             | −4,18            | −10,3            |                  |
| Середній мінімум, °C                          | −19,91           | −16,16           | −10,86           | −2,3             | 3,97             | 8,02             | 11,32            | 10,74            | 5,64             | 0,15             | −9,15            | −15,24           |                  |
| Норма опадів, мм                              | 23               | 15               | 18               | 28               | 51               | 86               | 97               | 67               | 45               | 23               | 19               | 18               |                  |
| Середньомісячна швидкість вітру, м/с          | 3.10             | 3.24             | 3.37             | 3.60             | 3.62             | 3.28             | 3.00             | 2.88             | 3.08             | 3.30             | 3.20             | 3.19             |                  |
| Середньомісячна сонячна радіація, кДж/м²·день | 3535             | 6972             | 12189            | 17211            | 20400            | 21996            | 22208            | 18657            | 12697            | 7528             | 3844             | 2576             |                  |
| --------------------------------------------- | ---------------- | ---------------- | ---------------- | ---------------- | ---------------- | ---------------- | ---------------- | ---------------- | ---------------- | ---------------- | ---------------- | ---------------- | ---------------- |
| Джерело:                                      |                  |                  |                  |                  |                  |                  |                  |                  |                  |                  |                  |                  |                  |